# Гольшанский, Юрий Иванович
Юрий Иванович Гольшанский (ум. 1536) — государственный деятель Великого княжества Литовского, князь дубровицкий (1505—1536), степанский (1505—1511) и гольшанский (1511—1536), единственный сын князя Ивана Юрьевича Гольшанского (ум. 1481) и Анны Михайловны Чарторыйской.

## Биография
В 1481 году в Вильно были казнены удельные князья-заговорщики Михаила Олелькович Слуцкий и Иван Юрьевич Гольшанский, готовившие покушение на жизнь своего родственника и сюзерена, великого князя литовского Казимира Ягеллончика. После гибели своего отца Юрий Иванович Гольшанский не унаследовал отцовского удела. Удел казненного Ивана Юрьевича Гольшанского разделили между собой его братья, князья Семен и Александр.
В 1505 году скончался князь Степанский и Дубровицкий Семён Юрьевич Гольшанский, оставивший после себя двух дочерей: Анастасию и Татьяну. Младшая дочь, Татьяна Гольшанская, была с 1509 года женой знаменитого полководца и великого гетмана литовского Константина Ивановича Острожского. Старшая дочь, Анастасия (ум. 1511), после смерти своего отца унаследовала Степанское княжество. Её двоюродный брат, князь Юрий Гольшанский, племянник Семена Юрьевича, получил во владение после смерти дяди Дубровицкое княжество.
В 1511 году после смерти княгини Степанской Анастасии Семёновны Гольшанской на Степань стали претендовать её младшая сестра Татьяна (супруга великого гетмана литовского Константина Острожского) и двоюродный брат Юрий Иванович Гольшанский. Константин Острожский, муж Татьяны Гольшанской, заявил о своих претензиях на Степанское княжество. В результате долгих судебных тяжб Юрий Иванович Гольшанский лишился прав на свою долю в Степани, права на Степанское княжество перешли к Татьяне Гольшанской и её мужу Константину Острожскому.
В том же 1511 году скончался другой дядя Юрия — князь Александр Юрьевич Гольшанский. После смерти Александра Юрьевича, у которого было восемь детей, Юрий Иванович Гольшанский унаследовал Гольшанское княжество.
В 1536 году князь Юрий Иванович Гольшанский скончался. Ему наследовал старший сын Януш (Иван) Гольшанский (ум. 1549), который получил во владение Дубровицу и Гольшаны.
Юрий Иванович Гольшанский был дважды женат. Его первой женой была Ульяна Ивановна Боровская, дочь московского князя-перебежчика Ивана Васильевича Боровского (ум. 1508). Вторично женился на княгине Марии Андреевне Сангушко, дочери старосты владимирского и маршалка Волынской земли князя Андрея Александровича Сангушко (ум. 1534) и Ксении-Марии Ивановны Острожской.
Дети:
- Иван Юрьевич Гольшанский (ум. 1549), князь Дубровицкий и Гольшанский (1536—1549), великий стольник литовский (1540), воевода киевский (1542—1544) и трокский (1544—1549)
- Фёдор Юрьевич Гольшанский (ум. ок. 1528)
- Владимир Юрьевич Гольшанский (ум. 1545), справца Киевского воеводства (1543)
- Богдана Юрьевна Гольшанская (ум. до 1558), жена князя Фёдора Михайловича Вишневецкого (ум. 1549)
- Семён Юрьевич Гольшанский (ум. 1556), князь Дубровицкий и Гольшанский (1549—1556), великий стольник литовский (1555)
- Анастасия Юрьевна Гольшанская (ум. 1561), жена князя Кузьмы Ивановича Заславского (ум.1556)
- Андрей Юрьевич Гольшанский (ум. ок. 1547)
- Мария Юрьевна Гольшанская (ум. 1586), 1-й муж Андрей Якубович Монтовт, 2-й муж Михаил Тихнович Козинский и 3-й муж князь Андрей Михайлович Курбский (1528—1583)
- Софья Юрьевна Гольшанская (ум. после 1594), жена каштеляна новогрудского, князя Александра Ивановича Полубенского (? — 1608).
- Фёодора Юрьевна Гольшанская (ум. до 1576), жена старосты рогачевского и пинского, князя Богдана Васильевича Соломерецкого (ум. 1565)
- Елена Юрьевна Гольшанская (ум. до 1557), жена воеводы подляшского и новогрудского Павла Ивановича Сапеги (ок. 1490—1579)
- Анна Юрьевна Гольшанская (ум. 1583), жена Елизара Кирдея-Мильского.